# Форсаж (фильм, 2001, США)
«Форса́ж» (англ. The Fast and the Furious) — американский боевик 2001 года, снятый Робом Коэном по сценарию Гэри Скотта Томпсона, Эрика Бергквиста и Дэвида Эйера, основанному на статье «Racer X» из журнала Vibe, написанной Кеном Ли. Первая часть франшизы «Форсаж», в которой Вин Дизель играет Доминика Торетто и Пол Уокер в роли Брайна О’Коннера, а Мишель Родригес и Джордана Брюстер играют второстепенные роли. В фильме недавняя волна угонов грузовиков заставляет О’Коннера, офицера полиции, работать под прикрытием и подружиться с Торетто, местным уличным гонщиком, чтобы расследовать это дело.
«Форсаж» начал разрабатываться в конце 1998 года, после того как Коэн и продюсер Нил Х. Мориц прочитали в Vibe статью о незаконных уличных гонках в Нью-Йорке. В том же году Томпсон и Бергквист написали оригинальный сценарий, и вскоре после этого наняли Эйера. На роли О’Коннера и Торетто рассматривались разные актёры: Уокер был выбран в 1998 году, а затем Дизель в начале 1999 года, и пара участвовала в настоящих уличных гонках в рамках подготовки к фильму. Основные съёмки начались в июле 2000 года и закончились в октябре того же года, при этом места съёмок в основном включали Лос-Анджелес и его окрестности в южной Калифорнии. Название фильма заимствовано из одноимённого фильма Джона Айрленда и Эдварда Сэмпсона 1954 года.
Первоначально «Форсаж» должен был выйти во всём мире в марте 2001 года, но был отложен до лета. Премьера фильма состоялась 18 июня 2001 года в театре Манн Виллидж в Лос-Анджелесе, а 22 июня фильм был показан в Соединённых Штатах компанией Universal Pictures (в России фильм вышел 18 октября 2001 года). Первый фильм получил положительные отзывы критиков и зрителей из-за последовательности действий, а выступления Уокера и Дизеля считались их прорывными ролями. «Форсаж» имел коммерческий успех, собрав 207 миллионов долларов по всему миру, что сделало его 19-м самым кассовым фильмом 2001 года. За ним последовал сиквел «Двойной форсаж» (2003).

## Сюжет
Группа налётчиков грабит грузовики с бытовой техникой. Полиции Лос-Анджелеса и ФБР известно лишь, что преступники гоняют на трёх машинах Honda Civic чёрного цвета с неоновым освещением. Налётчиками, скорее всего, является кто-нибудь из местных уличных гонщиков.
Брайан О’Коннор — полицейский, работающий под прикрытием. Он пытается найти преступников среди гонщиков Лос-Анджелеса. Для этого он внедряется в банду Доминика Торетто, считая, что тот в курсе происходящего. Он участвует в гонке и проигрывает свою машину Доминику. После этого последний чуть не попадается полиции, но его спасает Брайан и они уходят от погони. Внезапно их настигает банда Джонни Трана — давнего врага Торетто. После разговора они расстреливают проигранную машину и уезжают. На вечеринке О’Коннор узнаёт, что должен Доминику новую тачку. Он знакомится с друзьями Доминика: Винсом, который подозревает, что он коп, Леоном и Джесси, которые относятся к нему нейтрально, Летти — девушкой Доминика, и его сестрой Мией, которая ему нравится. Брайан привозит изрядно потрёпанную Toyota Supra, которую впоследствии реставрируют для участия в «Гоночных войнах». Он постепенно завоевывает уважение всех членов банды, кроме Винса, и начинает встречаться с Мией. Налёты на грузовики продолжаются. О’Коннор наводит копов на Джонни Трана, который оказывается невиновным. Билкинс, курирующий его работу, угрожает ему увольнением.
Виновность Торетто становится всё более очевидной. На «Войнах» Джесси ставит свою Volkswagen Jetta на кон и проигрывает её Джонни Трану. Однако вместо того, чтобы отдать ему машину, Джесси уезжает в неизвестном направлении. Тран требует отдать ему машину и винит Доминика в том, что он сдал его копам. Торетто избивает Трана. Ночью банда Доминика хочет поехать на дело. Доминика не останавливает ни отсутствие Джесси, ни мольбы его сестры Мии. Они уезжают, а Брайан признаётся Мии, что он коп, и что её брата нужно спасать, так как водители грузовиков теперь готовы к налётам. Вместе с ним она отправляется на поиски Доминика. Попытавшись ограбить грузовик, Доминик с командой терпят неудачу. Водитель вооружён и отстреливается от налётчиков. Винс получил резаные раны от троса и пулевое ранение в боку от выстрела из дробовика. Водитель сбрасывает с дороги Летти и выводит из строя автомобиль Доминика, но на помощь ему подоспевают Брайан и Миа. Брайан спасает Винса с грузовика и вызывает вертолёт, раскрывая себя. Винса забирают, а Доминик, Миа, Леон и Летти уезжают домой. Доминик отправляет двух последних в безопасное место, а сам хочет искать Джесси, пока Тран не добрался до него. Появляется Брайан и заявляет, что полиция найдёт Джесси раньше, Доминик угрожает ему дробовиком. В этот момент к дому подъезжает сам Джесси и просит прощения у Доминика. Вдруг на мотоциклах приезжают Тран со своим братом Лэнсом и убивают Джесси. Брайан и Доминик устремляются в погоню за ними и убивают обоих. Потом они устраивают гонку, в которой чуть не попадают под поезд. После этого Доминик налетает на грузовик и разбивает машину, но остаётся жив. Брайан отдаёт ему ключи от Toyota Supra, и тот уезжает.
После титров показана сцена, где Доминик едет по Мексике.

## В ролях
| Актёр            | Роль             |
| ---------------- | ---------------- |
| Вин Дизель       | Доминик Торетто  |
| Пол Уокер        | Брайан О’Коннор  |
| Мишель Родригес  | Летти Ортис      |
| Джордана Брюстер | Миа Торетто      |
| Мэтт Шульц       | Винс             |
| Рик Юн           | Джонни Тран      |
| Чед Линдберг     | Джесси           |
| Джонни Стронг    | Леон             |
| Тед Ливайн       | сержант Таннер   |
| Ja Rule          | Эдвин            |
| Вито Руджинис    | Гарри            |
| Том Бэрри        | агент Билкинс    |
| Стэнтон Рутледж  | Мьюз             |
| Ноэль Гульеми    | Гектор           |
| Р.Дж. Де Вера    | Дэнни Ямато      |
| Бо Холден        | Тед Гасснер      |
| Реджи Ли         | Лэнс Нгуен       |
| Нил Х. Мориц     | водитель Ferrari |
| Моника Тамайо    | Моника           |
| Меган Бэйкер     | Джимел           |

## Производство

### Разработка
Режиссёр Роб Коэн был вдохновлён на создание фильма после прочтения в 1998 году статьи в журнале Vibe под названием «Racer X» об уличных гонках в Нью-Йорке и наблюдения за реальными нелегальными уличными гонками ночью в Лос-Анджелесе, а сценарий был первоначально разработан Гэри Скоттом Томпсоном и Эриком Бергквистом. Первоначально фильм назывался Redline, но затем название было изменено на The Fast and the Furious. Роджер Корман лицензировал права на название своего фильма 1954 года The Fast and the Furious компании Universal, чтобы название можно было использовать в этом проекте; оба фильма были о гонках. Дэвид Эйер был привлечён к проекту, чтобы помочь переработать сценарий. Эйер изменил сценарий, превратив его из «преимущественно белой и пригородной истории», действие которой происходило в Нью-Йорке, в разнообразную историю, действие которой происходило в Лос-Анджелесе.
Продюсер Нил Х. Мориц, который ранее работал с Полом Уокером над фильмом «Черепа» (2000), дал актёру сценарий и предложил ему роль Брайана О’Коннора. Эминему предложили роль, но он отказался от неё ради работы в своём фильме «Восьмая миля». На роль также рассматривались Марк Уолберг и Кристиан Бейл. Первоначально студия сказала продюсерам, что они дадут зелёный свет фильму, если смогут заполучить Тимоти Олифанта на роль Доминика Торетто. Однако Олифант, который в прошлом году снялся в блокбастере на автомобильную тему «Угнать за 60 секунд», отказался от роли. Вместо него Мориц предложил Вина Дизеля, которого пришлось уговаривать сыграть роль, несмотря на то, что до этого момента он играл только роли второго плана. Роль Мии Торетто первоначально была написана для Элайзы Душку, которая отказалась от роли, и на неё пробовались Сара Мишель Геллар, Джессика Бил, Кирстен Данст и Натали Портман.

### Съёмки
Съёмки фильма проходили в различных местах Лос-Анджелеса и южной Калифорнии с июля по октябрь 2000 года. Среди ключевых мест съёмок — стадион Доджер (в начальной сцене, когда Брайан испытывает свой Eclipse на парковке), Анжелино Хайтс, Силвер Лейк и Эхо Парк (районы вокруг дома Торетто), а также Маленький Сайгон (где Тран уничтожает Eclipse) и Международный аэропорт Сан-Бернардино (место проведения гоночных войн, собравших более 1500 владельцев и любителей импортных автомобилей). Вся сцена ограбления последнего грузовика снималась вдоль Доменигони Парквей на южной стороне Сан-Джасинто/Хемет в долине Сан-Джасинто рядом с озером Даймонд Вэлли.
До начала съёмок у Джорданы Брюстер и Мишель Родригес не было водительских прав, поэтому во время съёмок они брали уроки вождения. Для кульминационной сцены гонки между Брайаном и Торетто были сняты отдельные кадры, где обе машины пересекают железную дорогу и где поезд пересекает улицу, а затем скомпонованы вместе, чтобы создать иллюзию того, что поезд едва не задел машины. Длинный стальной прут был использован в качестве рампы для автомобиля Торетто, чтобы тот врезался в грузовик и взлетел в воздух.
Была снята альтернативная концовка под названием «Больше, чем ярость», в которой Таннер подвозит Брайана к дому Торетто, где он встречает Мию, собирающую вещи, намереваясь уехать. Брайан рассказывает, что уволился из полиции Лос-Анджелеса, которая спокойно отпустила его, и что он хочет дать ей ещё один шанс. Когда Миа говорит ему, что всё будет не так просто, Брайан отвечает ей, что у него есть время. Эта концовка была выпущена в коллекционной DVD-версии.
Во время съёмок фильма семьдесят восемь автомобилей были разбиты как на экране, так и за кадром. Из семидесяти восьми автомобилей три машины были показаны разрушенными только в трейлере фильма.

## Критика
На Rotten Tomatoes фильм «Форсаж» имеет рейтинг одобрения 54 % на основе 154 обзоров и средний рейтинг 5,40/10. Критический консенсус веб-сайта гласит: «Гладкий и блестящий на поверхности, „Форсаж“ напоминает те дрянные подростковые фильмы об эксплуатации 1950-х». На Metacritic фильм получил средневзвешенную оценку 58 из 100 на основе 29 критиков, что указывает на «смешанные или средние отзывы». Аудитория, опрошенная CinemaScore, поставила фильму среднюю оценку «B+» по шкале от A+ до F.
Тодд Маккарти из Variety назвал фильм «грубым и приятным дешёвым острым ощущением, высокооктановый гонщик Роба Коэна — настоящая редкость в наши дни, действительно хороший эксплуататор, из тех, кто правил бы во время въезда». Кевин Томас из Los Angeles Times назвал его «боевиком, который удивляет сложностью ключевых персонажей и предзнаменований трагедии». Чикагский читатель пишет, что «Дизель увлекает фильм своей тревожной смесью дзен-подобного спокойствия и едва контролируемой ярости».
Другие отзывы были более неоднозначными. Сьюзан Влощина из USA Today поставила фильму 2,5 из 4 звезд, заявив, что Коэн «по крайней мере знает, как поддерживать движение и захватывающие боевые сцены». Он «старается быть захватывающим, но фильм едва ли соответствует своему названию». Рита Кемпли из Washington Post дала фильму резкую рецензию, назвав его «Бунтарь без причины». Беспокойный от газовых паров, «Быстрый и мертвый» со следами от скольжения", а также пресловутый грузовик насквозь" и «идиотский» финал.